# Breinigsville, Pennsylvania
Breinigsville, Pennsylvania (енгл. Breinigsville) насељено је место без административног статуса у америчкој савезној држави Пенсилванија.

## Демографија
По попису из 2010. године број становника је 4.138.
| Група             | 2000.    | 2010.         |
| Белци             | 0 (0,0%) | 3.119 (75,4%) |
| Афроамериканци    | 0 (0,0%) | 217 (5,2%)    |
| Азијати           | 0 (0,0%) | 458 (11,1%)   |
| Хиспаноамериканци | 0 (0,0%) | 293 (7,1%)    |
| Укупно            | 0        | 4.138         |